# Бабій Георгій Архипович
Гео́ргій Архи́пович Бабі́й — радянський та український велогонщик; майстер спорту СРСР з велоспорту.

## З життєпису
Випускник 1978 року Харківського політехнічного інституту.
Призер першої Всесвітньої студентської Універсіади з велоспорту у Антверпені (1978) та інших міжнародних змагань.